# Sposati e sii sottomessa
Sposati e sii sottomessa è un libro del 2011 di Costanza Miriano. Pubblicato originariamente da Vallecchi, è stato ripubblicato nel 2013 da Sonzogno, con l'aggiunta del sottotitolo "Pratica estrema per donne senza paura". È stato tradotto in spagnolo, polacco, francese, inglese, olandese e ungherese.
Il libro è una raccolta di lettere alle amiche alle prese con problemi sentimentali e familiari con un tono che L'Osservatore Romano ha definito «divertente e ironico».
Sposati e sii sottomessa è diventato un best seller in Spagna, dove è stato pubblicato nell'autunno del 2013 dalla casa editrice dell'Arcidiocesi di Granada con il titolo Cásate y sé sumisa, provocando vivissime polemiche. Il 25 novembre 2013, in occasione della Giornata internazionale per l'eliminazione della violenza contro le donne, un gruppo di manifestanti ha protestato a Bilbao strappando dozzine di copertine del libro, mentre alcuni giorni dopo davanti all'arcivescovado di Granada è stata inscenata una parodia del "matrimonio sottomesso". Un video firmato Anonymous ha attaccato il libro e il ministro della sanità Ana Mato lo ha definito «inappropriato e irrispettoso nei confronti delle donne». L'arcivescovo Francisco Javier Martínez Fernández ha difeso la pubblicazione, definendo le proteste «ridicole e ipocrite».
Al 2024 il libro è stato tradotto in otto lingue.

## Edizioni
- Sposati e sii sottomessa, Vallecchi, 2011. ISBN 978-88-842-7214-0
- Sposati e sii sottomessa, Sonzogno, 2013. ISBN 978-88-454-2573-8
- (ES) Cásate y sé sumisa, Nuevo Inicio, 2013, ISBN 8494052535.
- (PL) Wyjdź za mąż i poddaj się, Esprit, 2013, ISBN 978-83-63621-42-1.
- (FR) Marie-toi et sois soumise. Pratique extrême pour femmes ardentes!, Le Centurion, 2015, ISBN 979-1092801323.
- (EN) Marry Him and Be Submissive, TAN Books, 2016, ISBN 978-1618906908.
- (NL) Trouw en wees onderdanig, Betsaida, 2016, ISBN 978 9491991080.[7]
- (HU) Vedd feleségül és halj meg érte! Igazi férfiak a félelem nélküli nőkért, Szent István Társulat, 2017, ISBN 978-9632776859.